# Как кот с мышами воевал
Как кот с мышами воевал — мультипликационный фильм, выпущенный в 1986 году. Снят по мотивам поэмы-сказки Убайда Закони «Кот и мыши».

## Сюжет
Мультфильм о том, как доверчивые мыши атаковали дворец хитрого кота в чалме, за то что он хотел их съесть. Коту удалось избежать казни благодаря своей хитрости.

## Создатели
| режиссёр                  | Мунавар Мансурходжаев                                   |
| сценарист                 | Мунавар Мансурходжаев Юрий Харламов                     |
| оператор                  | Рахим Махмудов                                          |
| композитор                | Геннадий Александров                                    |
| Художник-постановщик      | В. Манин                                                |
| художники-мультипликаторы | А. Адигамова Н. Громыхалина А. Ким А. Юсупов Е. Фёдоров |
| звукооператор             | Р. Ахадов                                               |
| редактор                  | М. Маджиев                                              |
| директор                  | Г. Коваль                                               |